# Fotopletismogramă

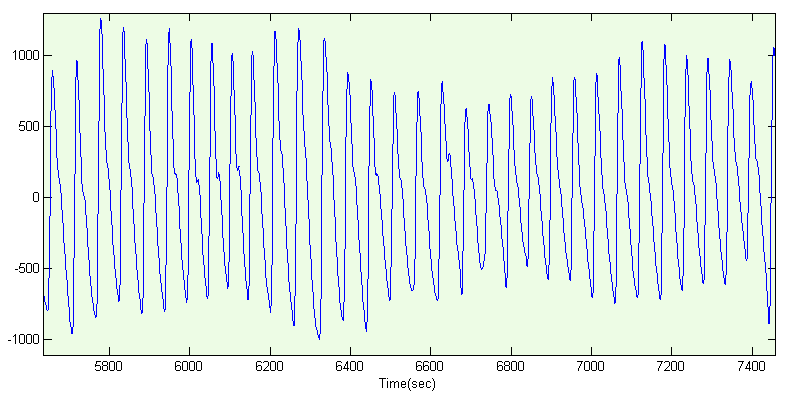
FPG măsurată cu un pulsoximetru pe ureche. Variația amplitudinii este cauzată de respirație.

O fotopletismogramă (FPG) este o măsurătoare volumetrică a unui organ obținută optic. O FPG este adesea obținută prin utilizarea unui pulsoximetru care iluminează pielea și măsoară modificările în absorbția luminii. Un pulsoximetru convențional monitorizează perfuzia sângelui la nivelul dermei și țesutului subcutanat al pielii.
La fiecare ciclu cardiac, inima pompează sânge spre periferie. Cu toate că această presiune de puls este parțial amortizată până când ajunge la piele, este suficientă pentru a dilata arterele și arteriolele din țesutul subcutanat. Dacă pulsoximetrul este atașat fără a apăsa pe piele, o presiune de puls poate fi observată și din plexul venos, ca un mic vârf secundar.
Schimbarea în volum cauzată de presiunea pulsului este detectată prin iluminarea pielii cu o diodă emițătoare de lumină (LED) și apoi măsurarea cantității de lumină fie transmisă sau reflectată către o fotodiodă. Fiecare ciclu cardiac apare ca un vârf, așa cum se observă în figura alăturată. Deoarece fluxul de sânge la nivelul pielii este influențat de mai mulți factori fiziologici, FPG poate fi folosită pentru a monitoriza respirația, hipovolemia și alte condiții ale sistemului circulator. În plus, forma undei FPG diferă de la individ la individ și variază în funcție de locul și modul în care pulsoximetrul este atașat.

## Locuri pentru măsurarea FPG

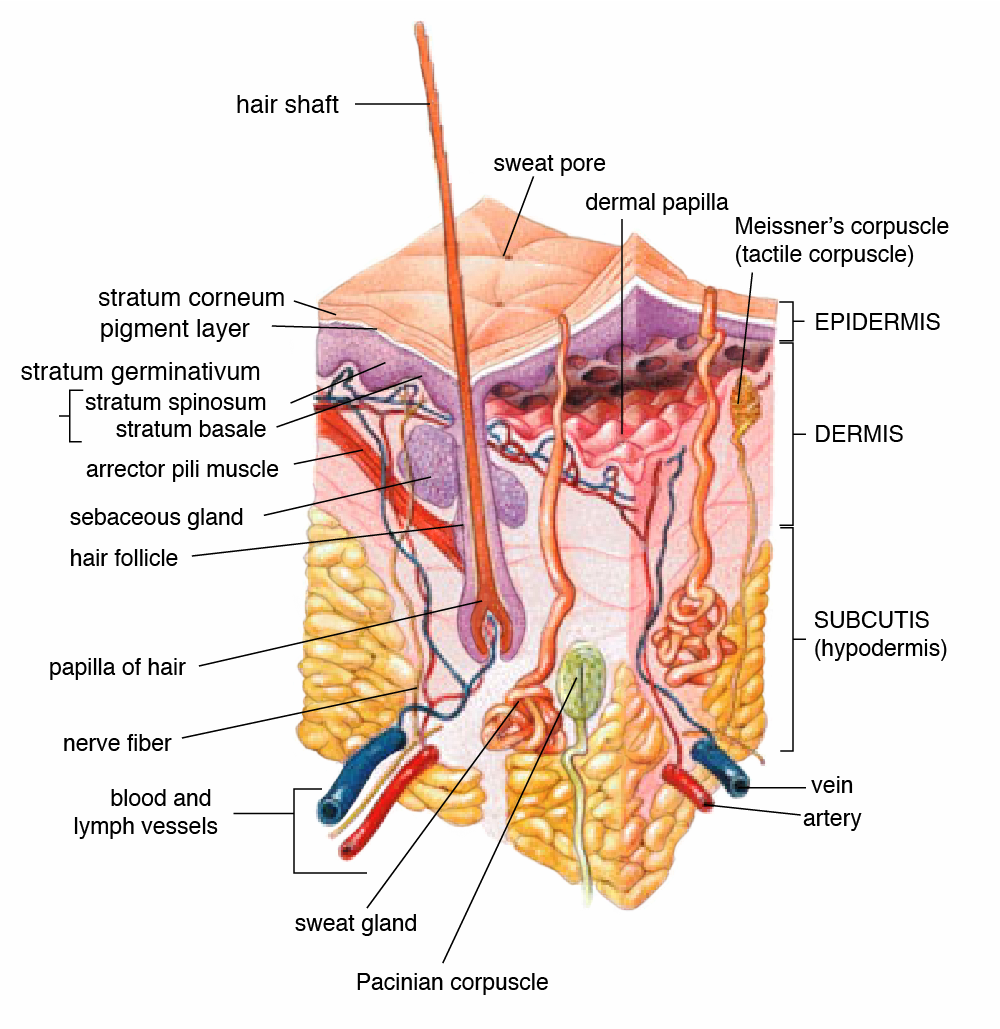
Straturile pielii umane

Deși pulsoximetrul este un dispozitiv medical frecvent utilizat, FPG este rareori afișată, fiind doar prelucrată pentru a determina frecvența cardiacă.
În ambulatoriu, pulsoximetrele sunt de obicei purtate pe deget. Cu toate acestea, în cazurile de șoc, hipotermie etc., fluxul sanguin la periferie poate fi redus, rezultând într-o FPG fără puls cardiac perceptibil. În acest caz, o FPG corectă poate fi obținută de la un pulsoximetru utilizat pe cap, cu cele mai frecvente locuri de amplasare fiind urechea, septul nazal și fruntea. FPG poate fi configurată și ca fotopletismografie multisit (MFPG), ca de exemplu efectuarea de măsuratori simultane pe urechea dreaptă și stângă sau degetele arătător de la mână și mare de la picior, oferind oportunități suplimentare pentru evaluarea pacienților cu suspiciune de boală arterială periferică, disfuncție autonomă, disfuncție endotelială și rigiditate arterială. MFPG oferă un potențial semnificativ pentru data mining și deep learning, precum și alte tehnici de analiză ale undei de puls.
FPG pot fi obținute și de la următoarele organe: 
- vagin (fotopletismograf vaginal)
- clitoris (fotopletismograf clitoridian)
- esofag

Artefactele cauzate de mișcare sunt un factor cunoscut care limitează măsurarea corectă în timpul sportului și în afara laboratorului.

## Fotopletismograf
Un fotopletismograf este un dispozitiv optic folosit pentru a obține o măsurare volumetrică a unui organ.